# Сьолкова
Сьолкова (пол. Siołkowa) — село в Польщі, у гміні Грибів Новосондецького повіту Малопольського воєводства.
Населення — 2003 особи (2011).
У 1975—1998 роках село належало до Новосондецького воєводства.

## Демографія
Демографічна структура станом на 31 березня 2011 року:
|          | Загалом | Допрацездатний вік | Працездатний вік | Постпрацездатний вік |
| -------- | ------- | ------------------ | ---------------- | -------------------- |
| Чоловіки | 1009    | 284                | 624              | 101                  |
| Жінки    | 994     | 245                | 568              | 181                  |
| Разом    | 2003    | 529                | 1192             | 282                  |